# Justin Wilson

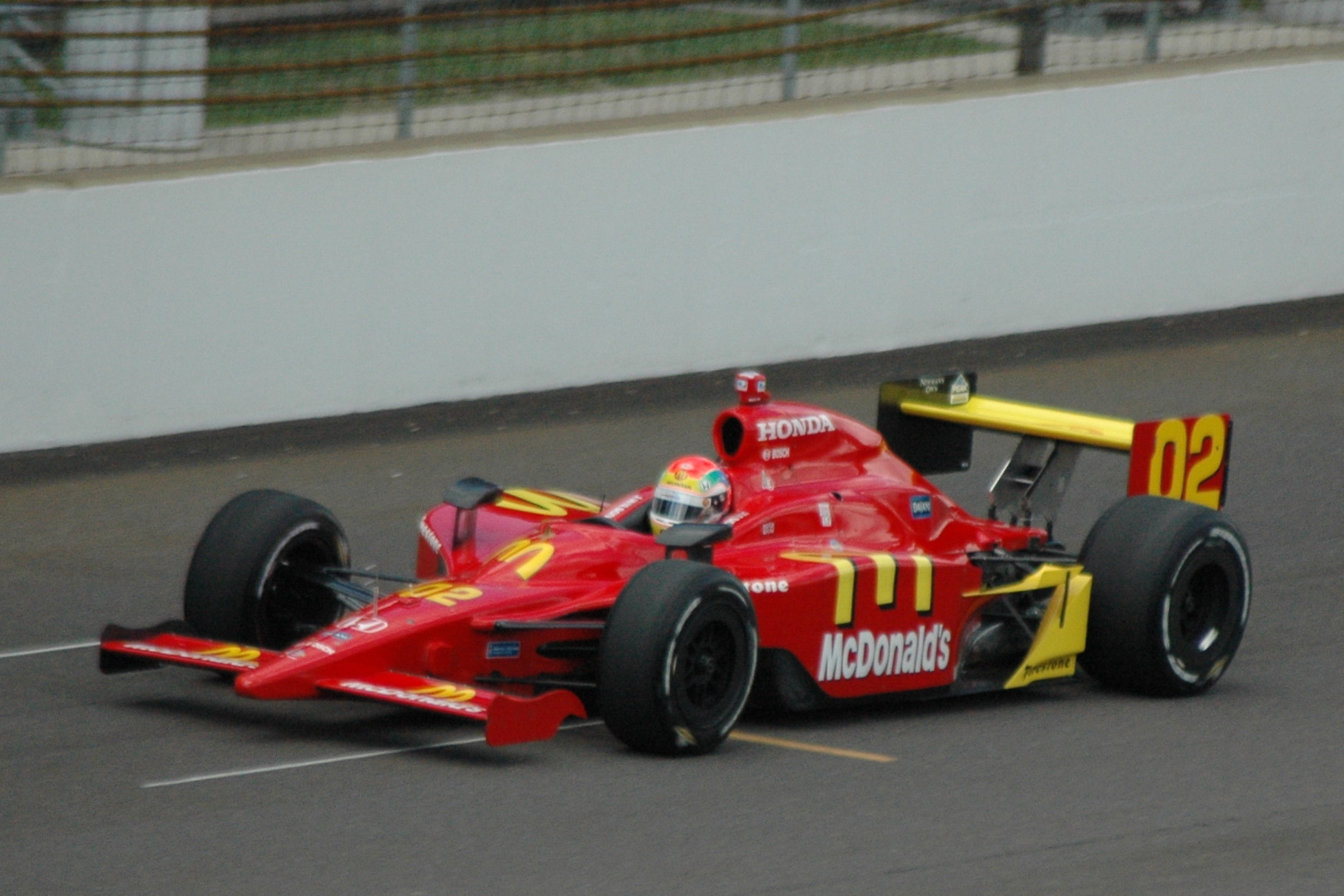
Wilson en las prácticas de las 500 Millas de Indianapolis de 2008.

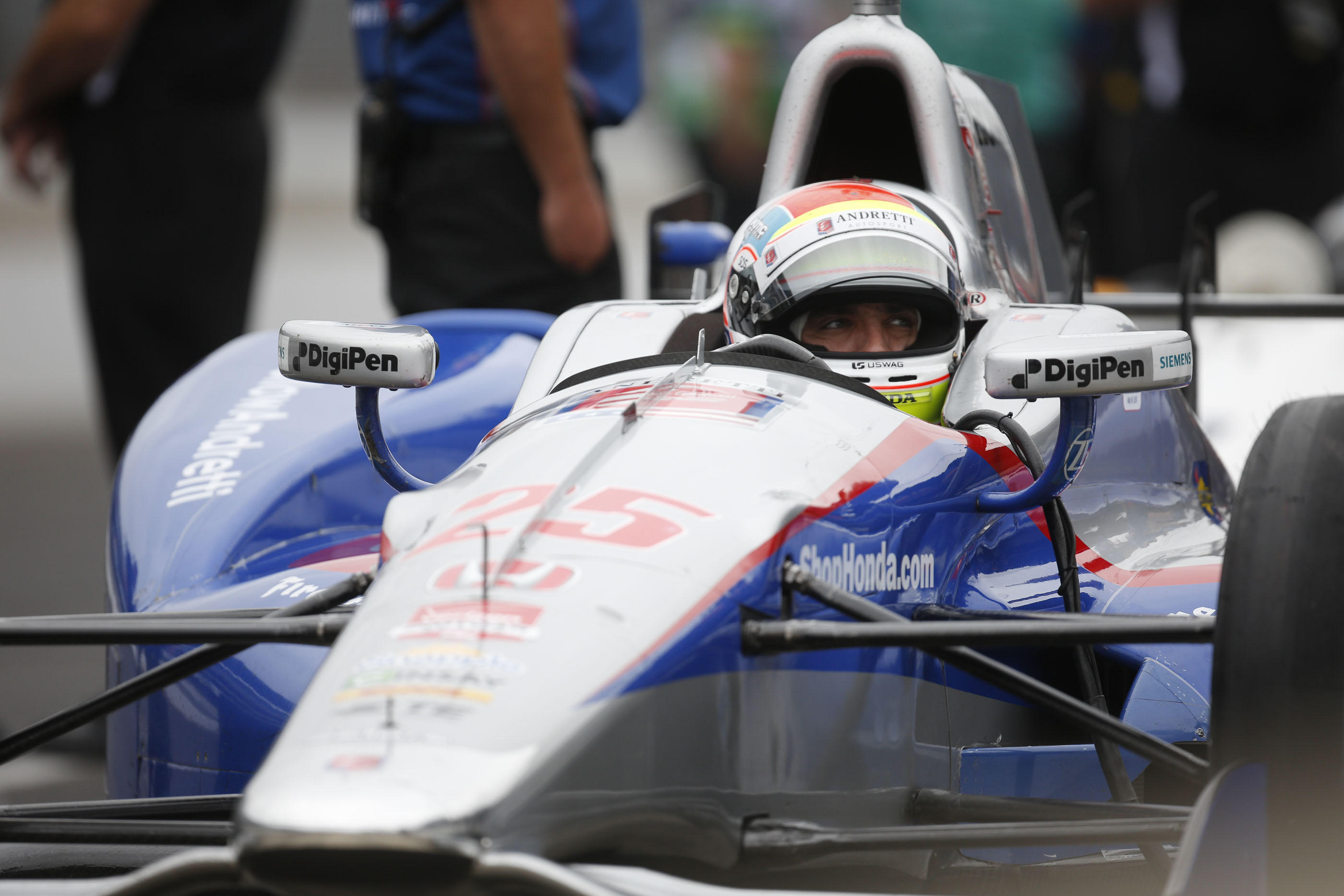
Justin Wilson en la Indy 500 de 2015.

Justin Boyd Wilson (Sheffield, Yorkshire del Sur, Inglaterra, Reino Unido; 31 de julio de 1978-Allentown, Pensilvania, Estados Unidos; 24 de agosto de 2015) fue un piloto de automovilismo de velocidad británico, que competía en monoplazas. Ganó la Fórmula 3000 Internacional en 2001 y participó en Fórmula 1 en 2003.
Compitió en monoplazas Indy en Estados Unidos, acumulando un total de siete victorias y 26 podios, así como un quinto puesto en las 500 Millas de Indianápolis de 2013. Resultó tercero en la Champ Car en 2005, subcampeón en 2006 y 2007, y sexto en la IndyCar Series 2013. Murió en 2015 en una carrera de este campeonato, en Pocono.

## Carrera

### Comienzos
Tras iniciar su carrera automovilística en el karting y Fórmula Vauxhall, Wilson se llevó el título de la Fórmula Palmer Audi en 1998 con nueve victorias. Al año siguiente fue quinto en Fórmula 3000 Internacional. Wilson fue campeón 2001 de esa categoría, con tres victorias en Interlagos, Österreichring y Hungaroring. En 2002, resultó 4° en la World Series by Nissan.

### Fórmula 1
Wilson dio el salto a Fórmula 1 en 2003 al ser fichado por Minardi, pero salió de la escudería italiana para ser remplazado por Nicolas Kiesa. Sin embargo, disputó las últimas 5 fechas del campeonato por Jaguar, sustituyendo a Antônio Pizzonia. Su mejor resultado fue una octava posición en Indianápolis, que le significó un punto y la 20.ª colocación final.

### Estados Unidos
Habiendo perdido su butaca en Fórmula 1, partió para América del Norte en 2004 y se sumó al equipo Conquest Racing de la Championship Auto Racing Teams. Resultó Novato del Año con holgura, al tiempo que participó de las 24 Horas de Le Mans con una Ferrari 360 de la categoría GT. En 2005 pasó al equipo RuSport de la Champ Car. Con victorias en Toronto y México, finalizó el año en tercera posición sin poder quitarle a Oriol Servià el vicecampeonato. Con un Sébastien Bourdais imbatible, Wilson se contentó con disputarle el subcampeonato 2006 a A. J. Allmendinger, el cual finalmente obtuvo tras cosechar una única victoria en Edmonton más cinco segundas colocaciones y sobrellevar un choque en la tanda de clasificación de Surfers Paradise. Wilson repitió su actuación de la temporada anterior en 2007, pese a triunfar únicamente en Assen.
Para 2008 fue fichado por Newman/Haas Racing en sustitución de Bourdais, quien había conquistado los últimos cuatro títulos de la categoría y había partido para la Fórmula 1. Sin embargo, la Champ Car entró en bancarrota y fue absorbida por la IndyCar Series, a la cual se inscribió Newman/Haas y Wilson. Además de disputar la última carrera de Champ Car en Long Beach, en la cual logró la pole position y abandonó por rotura del motor, Wilson fue tercero en Edmonton y ganador en Detroit. Sin embargo, dada su escasa experiencia en óvalos, los abandonos y malos resultados que obtuvo en esos escenarios le significaron un 11.º lugar global, seis puntos por detrás del Novato del Año, Hideki Mutoh.
Para 2009, Wilson dejó Newman/Haas por Dale Coyne Racing. Sus mejores resultados los obtuvo en circuitos mixtos: una victoria en Watkins Glen, un tercer puesto en San Petersburgo, un quinto en Toronto y un octavo en Edmonton. En contraste, sus mejores actuaciones en óvalos fueron dos décimas colocaciones en Chicagoland y Homestead. Así, el británico finalizó el año en novena posición. Dreyer & Reinbold fichó a Wilson para disputar la temporada 2010. Quedó 11.º en el campeonato con dos segundos puestos en San Petersburgo y Long Beach, un sexto en Sears Point y cuatro séptimos, dos de ellos en las 500 Millas de Indianápolis y el óvalo de Chicagoland.
En las primeras 11 carreras de 2011 como piloto de Dreyer & Reinbold, Wilson sumó un quinto lugar, un séptimo y dos décimos que lo ponían en 14.º en el campeonato. Durante una sesión de entrenamientos en Mid-Ohio, tuvo un choque que le lesionó la espalda y lo dejó fuera de actividad por el resto del año.
Wilson retornó a Dale Coyne para la temporada 2012. Obtuvo su primera victoria en óvalos, Texas, pero aparte de ello logró solamente un séptimo en Indianápolis, un noveno y tres décimos. Así, el británico resultó 15.º en el campeonato.
El británico acumuló cuatro podios y siete top 5 en 2013, incluyendo un quinto lugar en las 500 Millas de Indianápolis. Por tanto, alcanzó el sexto lugar en el campeonato, su mejor actuación en IndyCar.
Siguiendo con Dale Coyne en la temporada 2014, Wilson obtuvo un cuarto puesto en Detroit 1 y un sexto en Barber como mejores resultados. Con siete top 10 en 18 carreras, finalizó 15.º en el campeonato. Por otra parte, disputó las 24 Horas de Daytona y las 12 Horas de Sebring del United SportsCar Championship con un Riley-Ford de Michael Shank, resultando noveno absoluto en la segunda.
Wilson no consiguió equipo permanente en la IndyCar 2015. Andretti lo fichó para Indianápolis, donde abandonó en el Gran Premio y llegó 21.º en las 500 Millas. El mismo equipo lo invitó a disputar la carrera de Moscú de Fórmula E, resultando décimo.

## Fallecimiento
Luego el británico retornó a IndyCar en un cuarto automóvil de Andretti. Resultó segundo en Mid-Ohio, pero en Pocono una pieza de carrocería del automóvil de Sage Karam (el soporte del alerón delantero) impactó el casco de Wilson causándole graves heridas en la cabeza. El piloto fue internado en hospital en estado crítico y en coma donde falleció a las pocas horas. Falleció el 24 de agosto de 2015.
El día siguiente de la muerte de Wilson, su hermano Stefan anunció que los órganos de Justin fueron donados y con ello lograron salvar la vida de seis personas.

## Vida personal
Wilson padecía de dislexia, y era embajador de la Asociación Internacional de Dislexia. Estaba casado y tenía dos hijos.

## Resumen de carrera
| Temporada | Categoría                             | Equipo                     | Carreras | Victorias | Poles | VR | Podios | Puntos | Pos. |
| --------- | ------------------------------------- | -------------------------- | -------- | --------- | ----- | -- | ------ | ------ | ---- |
| 1994      | Campeonato Británico de Fórmula A     | ?                          | ?        | ?         | ?     | ?  | ?      | ?      | 5.º  |
| 1995      | Campeonato Júnior de Fórmula Vauxhall | Team JLR                   | ?        | ?         | ?     | ?  | ?      | 118    | 3.º  |
| 1996      | Fórmula Vauxhall Británica            | Paul Stewart Racing        | ?        | 1         | 2     | 3  | ?      | ?      | 2.º  |
| 1997      | Fórmula Vauxhall Británica            | Paul Stewart Racing        | ?        | 3         | 2     | 4  | ?      | ?      | 4.º  |
| 1998      | Fórmula Palmer Audi                   | MotorSport Vision          | 16       | 7         | ?     | ?  | ?      | 240    | 1.º  |
| 1999      | Fórmula 3000 Internacional            | Team Astromega             | 10       | 0         | 0     | 0  | 0      | 2      | 20.º |
| 2000      | Fórmula 3000 Internacional            | Nordic Racing              | 10       | 0         | 0     | 0  | 1      | 16     | 5.º  |
| 2001      | Fórmula 3000 Internacional            | Coca-Cola Nordic Racing    | 12       | 3         | 2     | 1  | 10     | 71     | 1.º  |
| 2002      | Fórmula Nissan V6                     | Racing Engineering         | 18       | 2         | 2     | 0  | 8      | 171    | 4.º  |
| 2003      | Fórmula 1                             | European Minardi Cosworth  | 6        | 0         | 0     | 0  | 0      | 1      | 20.º |
| 2003      | Fórmula 1                             | Trust Minardi Cosworth     | 5        | 0         | 0     | 0  | 0      | 1      | 20.º |
| 2003      | Fórmula 1                             | Jaguar Racing              | 5        | 0         | 0     | 0  | 0      | 1      | 20.º |
| 2004      | Champ Car World Series                | Mi-Jack Conquest Racing    | 14       | 0         | 0     | 0  | 0      | 188    | 11.º |
| 2005      | Champ Car World Series                | RuSPORT                    | 13       | 2         | 2     | 2  | 3      | 265    | 3.º  |
| 2006      | Champ Car World Series                | RuSPORT                    | 13       | 1         | 2     | 1  | 7      | 298    | 2.º  |
| 2007      | Champ Car World Series                | RuSPORT                    | 10       | 0         | 2     | 1  | 3      | 281    | 2.º  |
| 2007      | Champ Car World Series                | RuSPORT                    | 4        | 1         | 0     | 0  | 2      | 281    | 2.º  |
| 2008      | IndyCar Series                        | Newman/Haas/Lanigan Racing | 18       | 1         | 0     | 2  | 2      | 340    | 11.º |
| 2009      | IndyCar Series                        | Dale Coyne Racing          | 17       | 1         | 0     | 1  | 2      | 354    | 9.º  |
| 2010      | IndyCar Series                        | Dreyer & Reinbold Racing   | 17       | 0         | 1     | 1  | 2      | 361    | 11.º |
| 2011      | IndyCar Series                        | Dreyer & Reinbold Racing   | 11       | 0         | 0     | 1  | 0      | 183    | 24.º |
| 2012      | IndyCar Series                        | Dale Coyne Racing          | 15       | 1         | 0     | 0  | 1      | 278    | 16.º |
| 2013      | IndyCar Series                        | Dale Coyne Racing          | 19       | 0         | 0     | 1  | 4      | 472    | 6.º  |
| 2014      | IndyCar Series                        | Dale Coyne Racing          | 18       | 0         | 0     | 0  | 0      | 0      | 22.º |
| 2014-15   | Fórmula E                             | Andretti Autosport         | 1        | 0         | 0     | 0  | 0      | 1      | 25.º |
| 2015      | IndyCar Series                        | Andretti Autosport         | 6        | 0         | 0     | 0  | 1      | 108    | 24.º |
| Fuente:   |                                       |                            |          |           |       |    |        |        |      |

## Resultados

### Fórmula 3000 Internacional
(Clave) (negrita indica pole position) (cursiva indica vuelta rápida)

| Año     | Escudería               | 1     | 2       | 3     | 4       | 5       | 6       | 7       | 8       | 9       | 10      | 11    | 12    | Pos. | Puntos |
| ------- | ----------------------- | ----- | ------- | ----- | ------- | ------- | ------- | ------- | ------- | ------- | ------- | ----- | ----- | ---- | ------ |
| 1999    | Team Astromega          | IMO 6 | MON Ret | CAT 6 | MAG 10  | SIL Ret | A1R Ret | HOC Ret | HUN 7   | SPA Ret | NÜR Ret |       |       | 20.º | 2      |
| 2000    | Nordic Racing           | IMO 8 | SIL 3   | CAT 5 | NÜR Ret | MON 7   | MAG 9   | A1R 2   | HOC Ret | HUN 5   | SPA 5   |       |       | 5.º  | 16     |
| 2001    | Coca-Cola Nordic Racing | INT 1 | IMO 6   | CAT 3 | A1R 1   | MON 2   | NÜR Ret | MAG 2   | SIL 2   | HOC 2   | HUN 1   | SPA 2 | MNZ 2 | 1.º  | 71     |
| Fuente: |                         |       |         |       |         |         |         |         |         |         |         |       |       |      |        |

### Fórmula Nissan V6
(Clave) (negrita indica pole position) (cursiva indica vuelta rápida)

| Año     | Escudería          | 1          | 2          | 3       | 4         | 5       | 6       | 7       | 8       | 9       | 10      | 11      | 12      | 13       | 14       | 15      | 16      | 17      | 18      | Pos. | Puntos |
| ------- | ------------------ | ---------- | ---------- | ------- | --------- | ------- | ------- | ------- | ------- | ------- | ------- | ------- | ------- | -------- | -------- | ------- | ------- | ------- | ------- | ---- | ------ |
| 2002    | Racing Engineering | VAL1 1 Ret | VAL1 2 Ret | JAR 1 3 | JAR 2 Ret | ALB 1 4 | ALB 2 9 | MNZ 1 3 | MNZ 2 4 | MAG 1 4 | MAG 2 5 | CAT 1 3 | CAT 2 5 | VAL2 1 3 | VAL2 2 1 | CUR 1 3 | CUR 2 4 | INT 1 2 | INT 2 1 | 4.º  | 171    |
| Fuente: |                    |            |            |         |           |         |         |         |         |         |         |         |         |          |          |         |         |         |         |      |        |

### Fórmula 1
(Clave) (negrita indica pole position) (cursiva indica vuelta rápida)

| Año     | Escudería                 | 1       | 2       | 3       | 4       | 5      | 6      | 7       | 8       | 9      | 10     | 11     | 12      | 13      | 14      | 15    | 16     | Pos. | Puntos |
| ------- | ------------------------- | ------- | ------- | ------- | ------- | ------ | ------ | ------- | ------- | ------ | ------ | ------ | ------- | ------- | ------- | ----- | ------ | ---- | ------ |
| 2003    | European Minardi Cosworth | AUS Ret | MYS Ret | BRA Ret | SMR Ret | ESP 11 | AUT 13 |         |         |        |        |        |         |         |         |       |        | 20.º | 1      |
| 2003    | Trust Minardi Cosworth    |         |         |         |         |        |        | MON Ret | CAN Ret | EUR 13 | FRA 14 | GBR 16 |         |         |         |       |        | 20.º | 1      |
| 2003    | Jaguar Racing             |         |         |         |         |        |        |         |         |        |        |        | GER Ret | HUN Ret | ITA Ret | USA 8 | JPN 13 | 20.º | 1      |
| Fuente: |                           |         |         |         |         |        |        |         |         |        |        |        |         |         |         |       |        |      |        |

### 24 Horas de Le Mans
| Año     | Equipo             | Copilotos                | Automóvil      | Clase | Vueltas | Pos. | Pos. Clase |
| ------- | ------------------ | ------------------------ | -------------- | ----- | ------- | ---- | ---------- |
| 2004    | Racing for Holland | Tom Coronel Ralph Firman | Dome S101-Judd | LMP1  | 313     | DNF  | DNF        |
| Fuente: |                    |                          |                |       |         |      |            |

### IndyCar Series
(Clave) (negrita indica pole position) (cursiva indica vuelta rápida)

| Año     | Escudería                  | Motor    | 1      | 2      | 3      | 4       | 5       | 6       | 7      | 8      | 9      | 10     | 11      | 12      | 13      | 14      | 15      | 16      | 17     | 18     | 19     | Pos. | Puntos |
| ------- | -------------------------- | -------- | ------ | ------ | ------ | ------- | ------- | ------- | ------ | ------ | ------ | ------ | ------- | ------- | ------- | ------- | ------- | ------- | ------ | ------ | ------ | ---- | ------ |
| 2008    | Newman/Haas/Lanigan Racing | Honda    | HMS 15 | STP 9  | MOT    |         | KAN 9   | INDY 27 | MIL 7  | TXS 27 | IOW 12 | RIR 7  | WGL 25  | NSH 18  | MDO 11  | EDM 3   | KTY 19  | SNM 9   | DET 1  | CHI 11 | SRF 12 | 11.º | 340    |
| 2008    | Newman/Haas/Lanigan Racing | Cosworth |        |        |        | LBH 19  |         |         |        |        |        |        |         |         |         |         |         |         |        |        |        | 11.º | 340    |
| 2009    | Dale Coyne Racing          | Honda    | STP 3  | LBH 22 | KAN 14 | INDY 23 | MIL 15  | TXS 15  | IOW 18 | RIR 14 | WGL 1  | TOR 5  | EDM 8   | KTY 21  | MDO 13  | SNM 7   | CHI 10  | MOT 12  | HMS 10 |        |        | 9.º  | 354    |
| 2010    | Dreyer & Reinbold Racing   | SÃO 11   | STP 2  | ALA 7  | LBH 2  | KAN 18  | INDY 7  | TXS 19  | IOW 24 | WGL 10 | TOR 7  | EDM 21 | MDO 27  | SNM 6   | CHI 7   | KTY 11  | MOT 16  | HMS 21  |        |        | 11.º   | 361  |        |
| 2011    | Dreyer & Reinbold Racing   | STP 10   | ALA 19 | LBH 22 | SÃO 7  | INDY 16 | TXS 17  | TXS 21  | MIL 10 | IOW 12 | TOR 15 | EDM 5  | MDO Wth | NHM INJ | SNM INJ | BAL INJ | MOT INJ | KTY INJ | LVS C  |        | 24.º   | 183  |        |
| 2012    | Dale Coyne Racing          | STP 10   | ALA 19 | LBH 10 | SÃO 22 | INDY 7  | DET 22  | TXS 1   | MIL 23 | IOW 10 | TOR 21 | EDM 9  | MDO 18  | SNM 11  | BAL 17  | FON 23  |         |         |        |        | 15.º   | 278  |        |
| 2013    | Dale Coyne Racing          | STP 9    | ALA 8  | LBH 3  | SÃO 20 | INDY 5  | DET 3   | DET 22  | TXS 15 | MIL 9  | IOW 11 | POC 7  | TOR 11  | TOR 8   | MDO 8   | SNM 2   | BAL 4   | HOU 3   | HOU 4  | FON 18 | 6.º    | 472  |        |
| 2014    | Dale Coyne Racing          | STP 8    | LBH 16 | ALA 6  | IMS 11 | INDY 22 | DET 4   | DET 12  | TXS 21 | HOU 10 | HOU 12 | POC 14 | IOW 13  | TOR 10  | TOR 10  | MDO 15  | MIL 17  | SNM 9   | FON 13 |        | 15.º   | 395  |        |
| 2015    | Andretti Autosport         | STP      | NLA    | LBH    | ALA    | IMS 24  | INDY 21 | DET     | DET    | TXS    | TOR    | FON    | MIL 18  | IOW 17  | MDO 2   | POC 15  | SNM     |         |        |        | 24.º   | 108  |        |
| Fuente: |                            |          |        |        |        |         |         |         |        |        |        |        |         |         |         |         |         |         |        |        |        |      |        |

### Fórmula E
(Clave) (negrita indica pole position) (cursiva indica vuelta rápida puntuable)
| Año     | Escudería          | 1   | 2   | 3   | 4   | 5   | 6   | 7   | 8   | 9   | 10  | 10  | Pos. | Puntos | Ref.   |
| ------- | ------------------ | --- | --- | --- | --- | --- | --- | --- | --- | --- | --- | --- | ---- | ------ | ------ |
| 2014-15 | Andretti Autosport | PEK | PUT | PDE | BUE | MIA | LBH | MON | BER | MOS | LON | LON | 25.º | 1      | [ 16 ] |
| 2014-15 | Andretti Autosport |     |     |     |     |     |     | 10  |     |     |     |     | 25.º | 1      | [ 16 ] |